# Heinrich Friedrich Link
Johann Heinrich Friedrich Link (ur. 2 lutego 1767 w Hildesheimie, zm. 1 stycznia 1851 w Berlinie) – niemiecki przyrodnik i botanik; nauczyciel akademicki związany z uniwersytetami w Getyndze, Rostocku, Wrocławiu i Berlinie, założyciel Ogrodu Botanicznego we Wrocławiu.

## Życiorys
Urodził się w 1767 roku w Hildesheimie jako syn pastora Augusta Heinricha Linka (1738–1783), który zaszczepił w nim pasję do natury dzięki zbieranej przez siebie kolekcji obiektów przyrodniczych. Studiował medycynę i nauki przyrodnicze na Georg-August-Universität w Getyndze, gdzie uzyskał magisterium w 1789 roku na podstawie pracy pt. Flora der Felsgesteine rund um Göttingen. Jednym z jego wykładowców był znany przyrodnik Johann Friedrich Blumenbach (1752–1840), który stał się jego tutorem na uczelni (Privatdozent) w Getyndze.
W 1792 roku został pierwszym profesorem nowo powstałego wydziału chemii, zoologii i botaniki na Uniwersytecie w Rostocku. W 1806 roku założył w Rostocku pierwsze laboratorium chemiczne w Seminargebäude. Pisał wiele artykułów i książek dotyczących najróżniejszych przedmiotów, takich jak: fizyka, chemia, geologia, mineralogia, botanika, zoologia, filozofia, etyka, prehistoria. Dwukrotnie wybierano go rektorem tej uczelni. W 1793 roku ożenił się z Charlotte Juliane Josephi (1768–1829), która była siostrą jego kolegi Wilhelma Josephiego (1763–1845). Podczas swojej podróży do Portugalii w latach 1797–1799 z innym znanym botanikiem i ornitologiem z Drezna – hrabią Johannem Hoffmannseggiem doszedł do wniosku, że jego głównym zainteresowaniem naukowym będzie botanika. W 1800 roku został członkiem prestiżowej Leopoldiny, najstarszej akademii zajmującej się historią naturalną w Europie. W 1808 roku otrzymał nagrodę Akademii Petersburskiej za napisanie monografii zatytułowanej Von der Natur und den Eigenschaften des Lichts (pol. „Rodzaj i właściwości światła”).
Wraz z nowymi badaniami naukowymi oraz pracami jego reputacja w świecie nauki rosła i stała się powszechnie znana. W 1811 roku został mianowany profesorem chemii i botaniki na Königliche Universität we Wrocławiu, gdzie był dwukrotnie wybierany rektorem uczelni. We Wrocławiu Link wykładał botanikę, geografię fizyczną, mineralogię, farmakognozję oraz toksykologię. Był również założycielem uniwersyteckiego Ogrodu Botanicznego (przy współpracy profesora ekonomii i przyrodoznawstwa Franza Heydego oraz ogrodnika Liebiga).
W 1815 roku przeprowadził się do Berlina, gdzie po śmierci Carla Ludwiga Willdenowa został profesorem historii naturalnej Friedrich-Wilhelms-Universität oraz dyrektorem Ogrodu Botanicznego (Hortus regius berolinensis), które to stanowiska zajmował aż do śmierci. W latach 1816–1817 był także rektorem tej uczelni. Okres ten stał się najbardziej owocnym etapem jego życia akademickiego. Rozszerzył zbiory ogrodu do 14 tysięcy egzemplarzy roślin, wśród których wiele z nich to rzadkie gatunki. Pracował w ścisłej współpracy z Christophem Friedrich Otto (1783–1856), który był konserwatorem w ogrodzie botanicznym. W 1827 roku wspólnie z nim nazwał kaktusy z rodzajów Echinocactus i Melocactus. Z kolei większość nazw nadanych przez niego grzybom jest używana do dziś, np. Cordyceps, Creopus, Fusarium, Leocarpus, Myxomycetes, Phragmidium.
Był członkiem Berlińskiej Akademii Nauk i wielu innych towarzystw naukowych, w tym Królewskiej Szwedzkiej Akademii Nauk, która go wybrała na swojego członka zagranicznego w 1840 roku. W 1845 roku za swoją działalność został odznaczony pruskim orderem Pour le Mérite. Miał rozległe zainteresowania, znał sanskryt i język arabski, praktykował też jako lekarz.
Wyedukował całe nowe pokolenie przyrodników, takich jak Christian Gottfried Ehrenberg (1795–1876). Przez całe życie wiele podróżował po kontynencie europejskim. Zmarł 1 stycznia 1851 roku w Berlinie mając prawie 84 lata.

## Dorobek naukowy

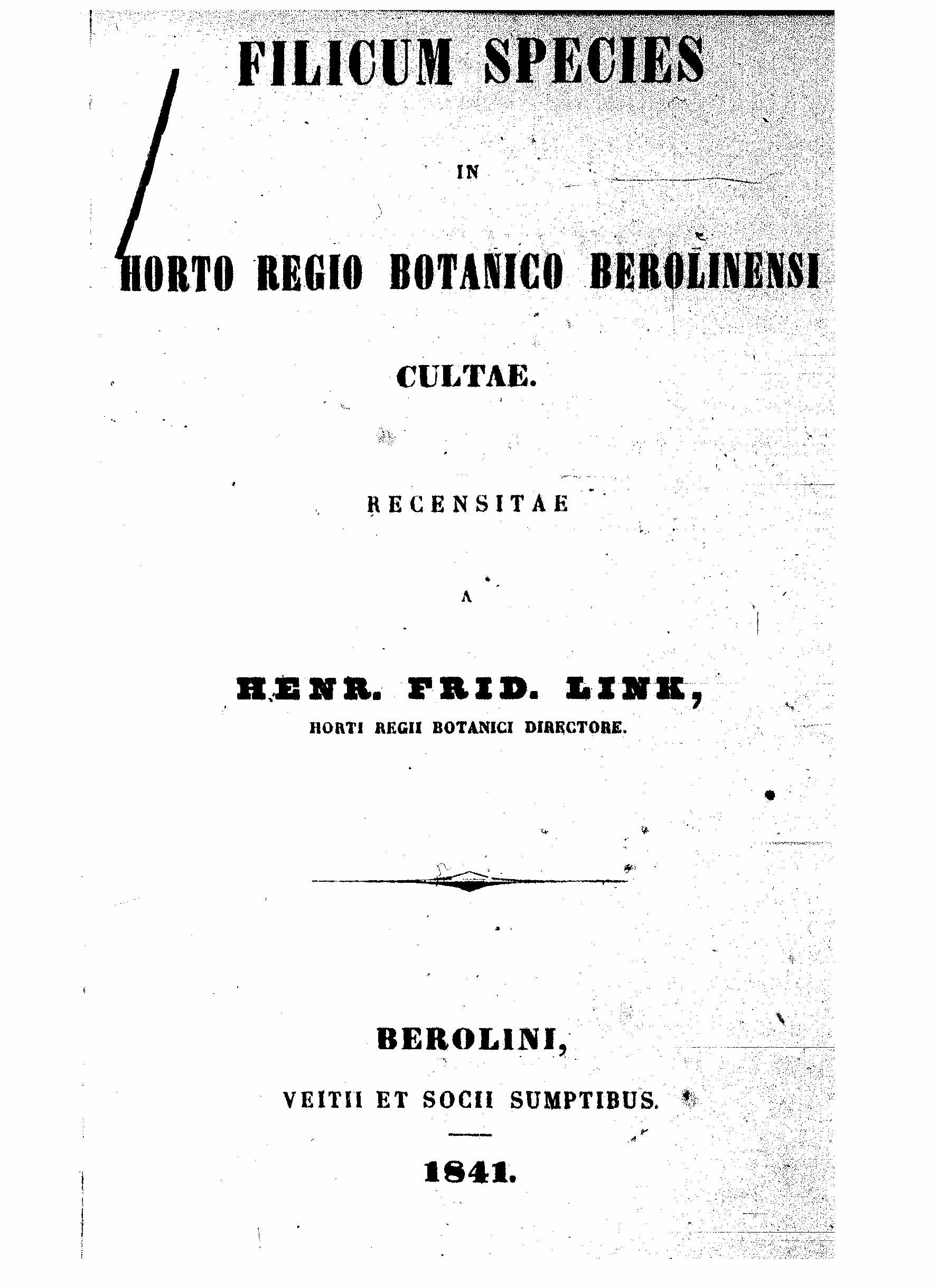
Strona tytułowa Filicum species in horto regio Berolinensi cultae

Johann Heinrich Friedrich Link uchodził za jednego z ostatnich dziewiętnastowiecznych naukowców botaników, który posiadał wszechstronną wiedzę z zakresu nauk przyrodniczych. Jego najbardziej znanym dziełem jest Handbuch zur Erkennung der nutzbarsten und am häufigsten vorkommenden Gewächse (trzy tomy, wydane w latach 1829–1833).
Wiele dzieł Linka dotyczyło anatomii i fizjologii roślin, wśród nich najważniejszą jest Grundlehren der Anatomie und Physiologie der Pflanzen (Podstawy anatomii i fizjologii roślin) nagrodzone w 1804 przez Akademię Nauk w Getyndze, wydane drukiem w 1807. Praca ta wywarła bardzo duży wpływ na rozwój botaniki, między innymi Link przedstawił w niej komórki, jako podstawowy składnik tkanek roślinnych.
Do pozostałych jego dzieł należą między innymi:
- Beyträge zur Naturgeschichte. Zweytes Stück. Ueber die Lebenskräfte in naturhistorischer Rücksich, und die Classification der Säugethiere. Rostock: K.C. Stiller, 1795, s. 1–235. (niem.).
- Nachträge zu den Grundlehren etc. (Das. 1809.)
- Die Urwelt und das Altertum, erläutert durch die Naturkunde. (Berl. 1820–1822; 2. Aufl., 1834.)
- Das Altertum und der Übergang zur neuern Zeit. (Das. 1842.)
- Elementa philosophiae botanicae. (Das. 1824; 2. Aufl. Lat. u. deutsch, 1837.)
- Anatomisch-botanische Abbildungen zur Erläuterung der Grundlehren der Kräuterkunde. (Das. 1837–42. 4 Bde. Mit 32 Tafeln.)
- Ausgewählte anatomisch-botanische Abbildungen. (Das. 1839–42. 4 Bde. Mit 32 Tafeln.)
- Filicum species in horto regio Berolinensi cultae. (Das. 1841.)
- Anatomie der Pflanzen in Abbildungen. (Das. 1843–47. 3 Bde. Mit 36 Tafeln.)